# Aeroporto Internacional Chacalluta
O Aeroporto Internacional de Chacalluta é um aeroporto internacional situado na cidade de Arica, no Chile. Está localizado a 18,5 km do centro da cidade.O aeroporto foi remodelado completamente como uma das obras do "Bicentenario" de Chile,o que o torna um dos mais modernos aeroportos do país. Conta com dois andares, estacionamento com 370 vagas, duas pontes de embarque, elevadores panorâmicos e escadas rolantes. As instalações tem uma  superfície de 4.125 m² construídos.

## Terminal
| Companhias          | Destinos                                                  |
| ------------------- | --------------------------------------------------------- |
| Aerolínea Principal | Antofagasta, Iquique, Santiago                            |
| LAN Airlines        | Copiapó, Iquique, Santiago                                |
| Sky Airline         | Antofagasta, Arequipa, Copiapó, Iquique, La Paz, Santiago |